# Nasa Histoires
Nasa Histoires es una banda de jazz, indie, rock y folcore colombiana formada en Boyacá en el año 2016. Está integrada por el vocalista Daniel Pinto, el saxofonista Víctor Cely, el baterista Santiago Jiménez Palomino, el bajista Daniel Tovar y el guitarrista Jair Serrano.

## Historia
El proyecto inició en el contexto universitario, inspirado por clases de cultura francófona que introdujeron a los miembros al jazz gitano, particularmente al legado de Django Reinhardt. Inicialmente, los integrantes exploraron géneros como rock, pop, soul y blues, pero encontraron en el jazz gitano una oportunidad para innovar y mezclarlo con las raíces musicales de Colombia.
En 2017, Nasa Histoires consolidó su estilo y comenzó a trabajar en sus propias composiciones, ganando notoriedad en la escena musical alternativa de Boyacá. Desde entonces, su música ha resonado tanto por su calidad sonora como por su capacidad para narrar historias universales desde una perspectiva personal.

## Discográfica

### Álbumes de estudio

#### Aquellas Historias
«Aquellas historias» fue el primer disco de la banda y contó con la producción de Molo Díaz. Fue lanzado en 2020 tras el estreno de algunas de sus canciones como sencillos («Años», «La Gata Negra», «Luciérnaga Artificial», «Cafés Clandestinos», «Navegando en Tinta» y una versión alternativa de «Tu Rostro»).
| Aquellas Historias |                              |          |  |
| N.º                | Título                       | Duración |  |
| 1.                 | «La Gata Negra»              | 3:54     |  |
| 2.                 | «Años»                       | 3:43     |  |
| 3.                 | «Luciérnaga Artificial»      | 4:34     |  |
| 4.                 | «Sarita»                     | 3:43     |  |
| 5.                 | «Tu Rostro»                  | 3:24     |  |
| 6.                 | «Cafés Clandestinos»         | 3:58     |  |
| 7.                 | «Navegando en Tinta»         | 4:32     |  |
| 8.                 | «Onironauta»                 | 3:49     |  |
| 9.                 | «Pasado»                     | 3:33     |  |
| 10.                | «Le Chat Noir - Bonus Track» | 3:55     |  |
| 39:08              |                              |          |  |

#### FLORA
«FLORA» fue producido por Javier Ojeda y lanzado en 2024, es el segundo disco de la banda. Su lanzamiento fue acompañado por el «Flor Morada Tour» —cuyo nombre sale de la canción más exitosa del álbum, «Bugambilia», siendo ampliamente reconocida y escuchada en redes sociales como YouTube y TikTok— con conciertos en México, Perú, Colombia, Argentina y Chile.
| FLORA |                  |          |  |
| N.º   | Título           | Duración |  |
| 1.    | «Trébol»         | 3:37     |  |
| 2.    | «Cactus»         | 3:32     |  |
| 3.    | «Señor Tic Tac»  | 4:00     |  |
| 4.    | «Bugambilia»     | 3:09     |  |
| 5.    | «Sin Sentidos»   | 4:00     |  |
| 6.    | «Niña Primavera» | 3:03     |  |
| 7.    | «Girasol»        | 3:38     |  |
| 8.    | «Diente de León» | 3:52     |  |
| 9.    | «Fleur Violette» | 3:06     |  |
| 32:00 |                  |          |  |